# Arboretum de Gratteloup
El Arboreto de Gratteloup (en francés: Arboretum de Gratteloup), es un arboreto de algo más de 1 hectáreas de extensión en Bormes-les-Mimosas, Francia.
En la proximidad del arboreto se encuentran el « massif des Maures » (macizo de las Maures) que alberga la "reserva natural nacional" de « la Plaine des Maures » (llanura de las Maures)

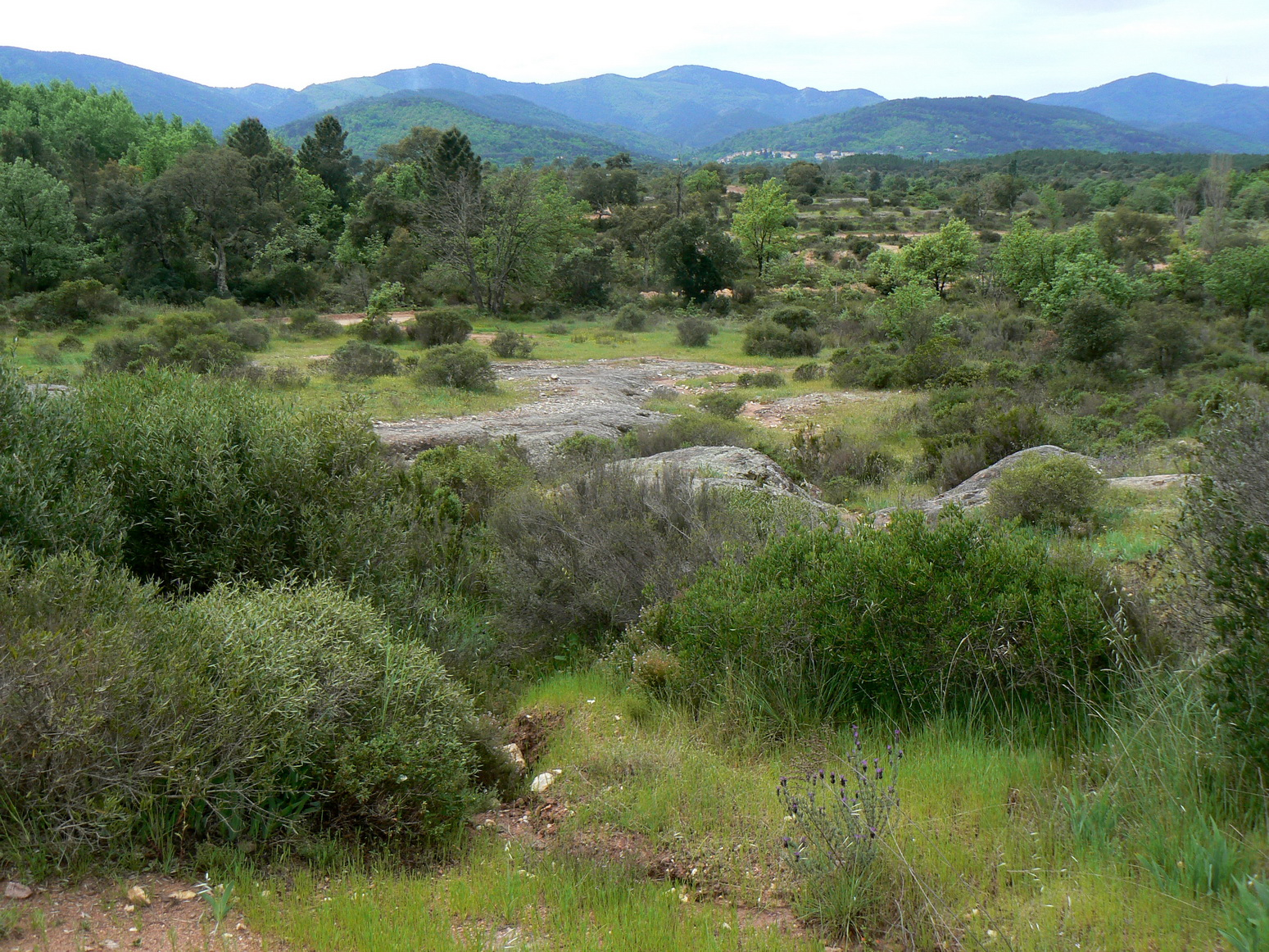
"Plaine des Maures".

## Localización
La comuna de Bormes-les-Mimosas está situada en la costa mediterránea, en el extremo sur del ""Massif des Maures. Se extiende desde la cresta principal hasta el final del "cabo Bénat" que se adentra en el mar en frente de las islas de Hyères, a través de pequeña depresión del torrente Batailler , que permite la comunicación entre la llanura de Hyères y la « corniche des Maures ».
En esencia, el macizo de los Maures son rocas muy antiguas formadas entre finales del Proterozoico y el Paleozoico tardío. Estas son rocas cristalofilianas y cristalinas.
El « massif des Maures » (macizo de las Maures) alberga la reserva natural nacional de « la Plaine des Maures » (llanura de las Maures).
Arboretum de Gratteloup Forêt domaniale des Maures, Bormes-les-Mimosas Département de Var, Provence-Alpes-Côte d'Azur, France-Francia.
Planos y vistas satelitales43°09′09″N 6°20′38″E / 43.15250, 6.34389
Está abierto a diario, la entrada es gratis.

## Historia
El arboreto fue creado en 1935 por la « Office national des forêts » (ONF) y expandido a finales de la década de 1980. 
Está dedicado como una plantación forestal experimental y a la conservación de la flora de la zona, y alberga especímenes tanto locales como exóticos incluyendo especies amenazadas. 
La « Office national des forêts » (ONF), administra la "Forêt domaniale des Maures" y el arboreto. 
En la proximidad se encuentra la « La Plaine des Maures » (La llanura de las Maures)
que está clasificada como reserva natural nacional por el decreto n° 2009-754 de 23 de junio de 20097. Esta es la primera reserva del departamento de Var.
El perímetro de la reserva natural nacional se ha inscrito igualmente en la red Natura 2000 compuesto del SIC « la Plaine et le Massif des Maures » y de la ZPS « Plaine des Maures ».

## Colecciones
La cubierta vegetal de la zona es muy notable por su variedad (las especies vegetales herbáceas son distintas bajo el castaño, que bajo los alcornoques), en zonas rocosas, etc. y el número de especies raras y especies protegidas son más de treinta.
Son abundantes la Lavandula stoechas, Asphodelus cerasiferus, Linaria pelisseriana, Cistus, así como las orquídeas terrestres mediterráneas (Anacamptis, Serapias, Ophrys, Spiranthes), helechos etc.
El arboreto en sí mismo en 2005 albergaba unas 197 especies de coníferas y 268 especies de árboles caducifolios, con senderos y placas identificativas.
Algunas de las especies herbáceas que se encuentran en la zona de la "Réserve naturelle nationale de la plaine des Maures".

Especímenes
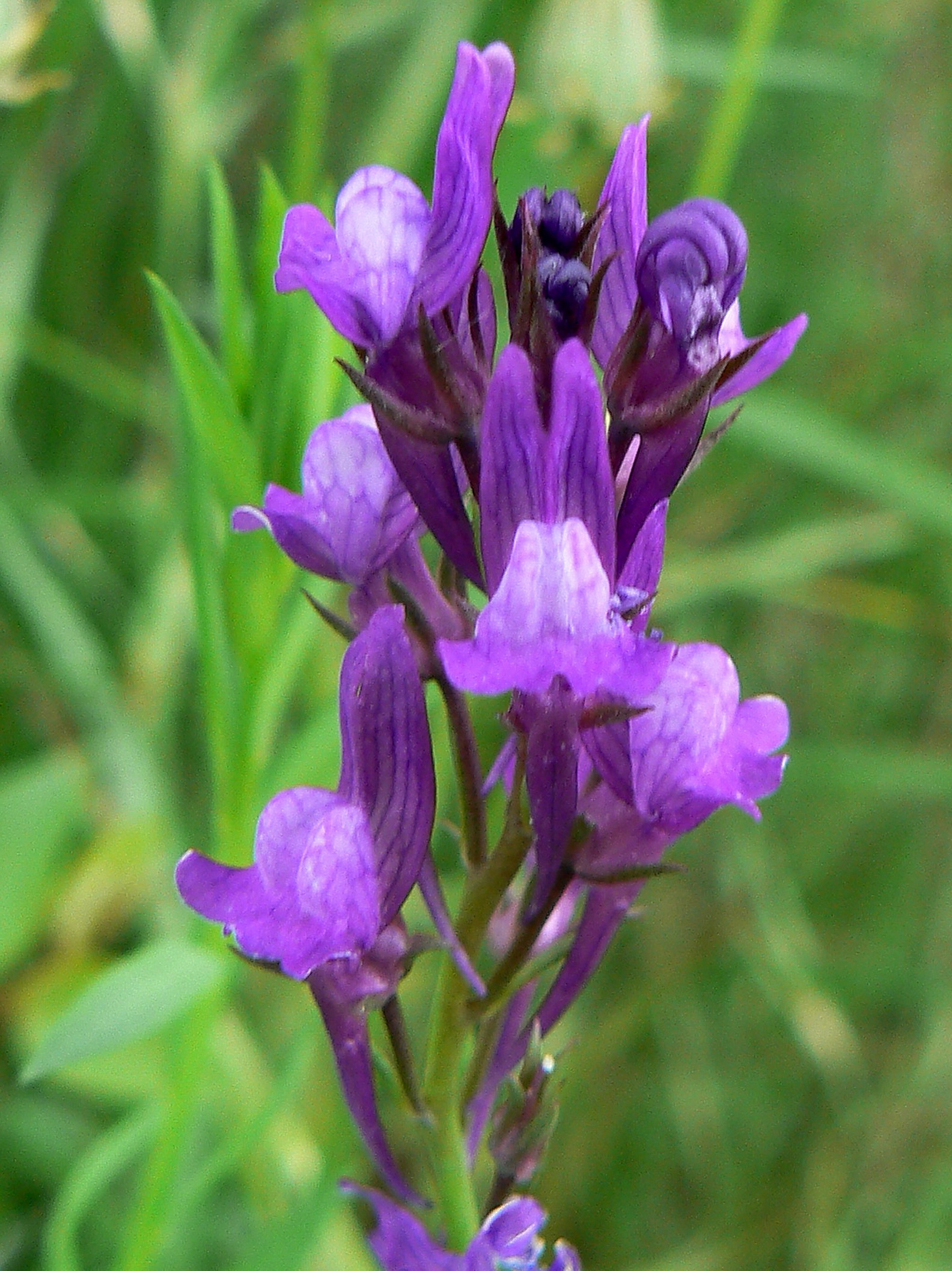
Linaria pelisseriana
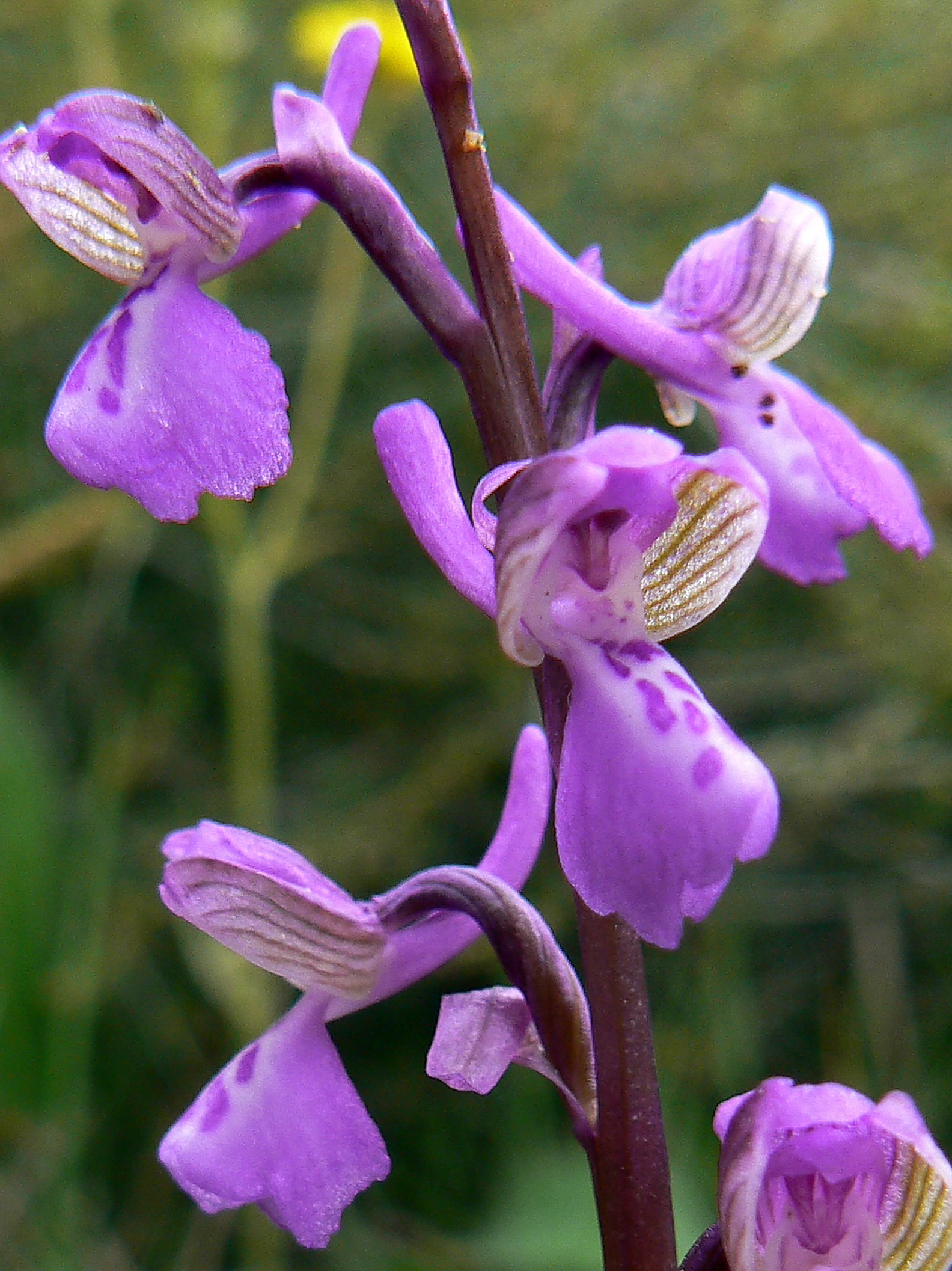
Anacamptis morio subsp. picta
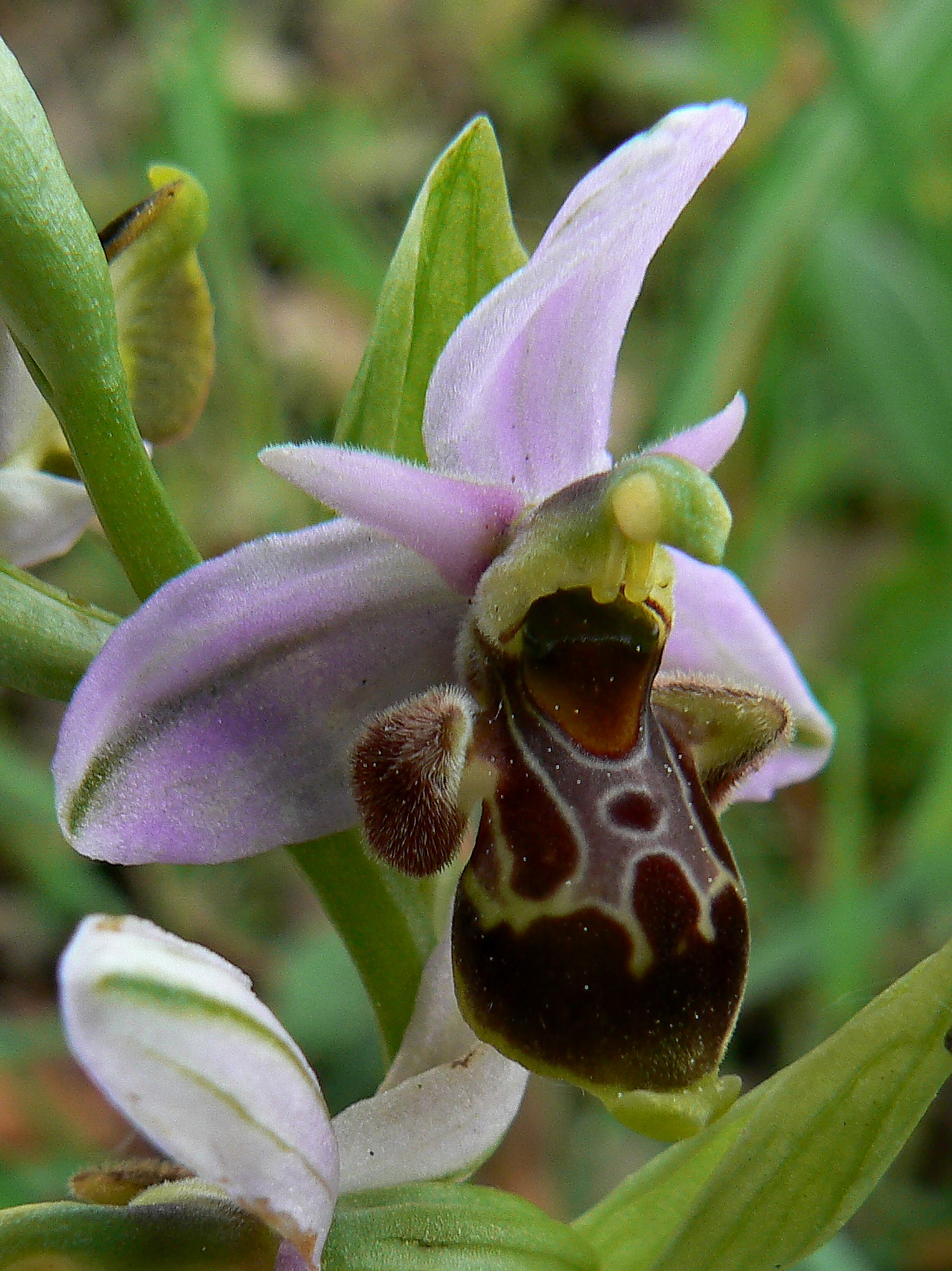
Ophrys vetula
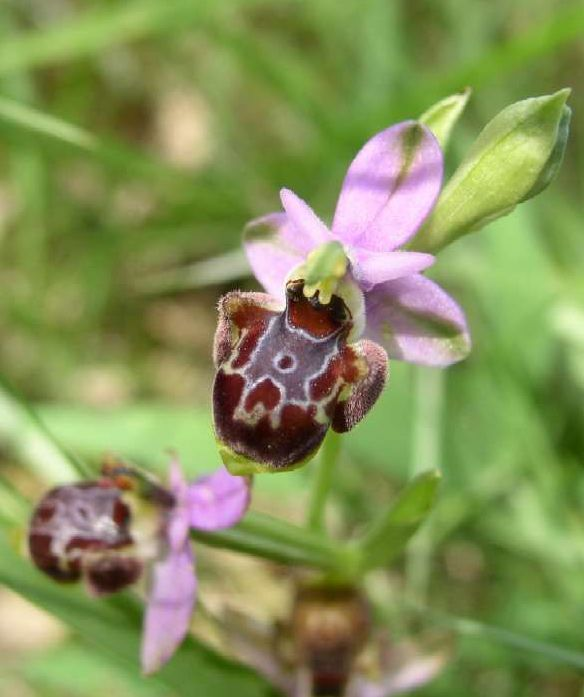
Ophrys holoserica
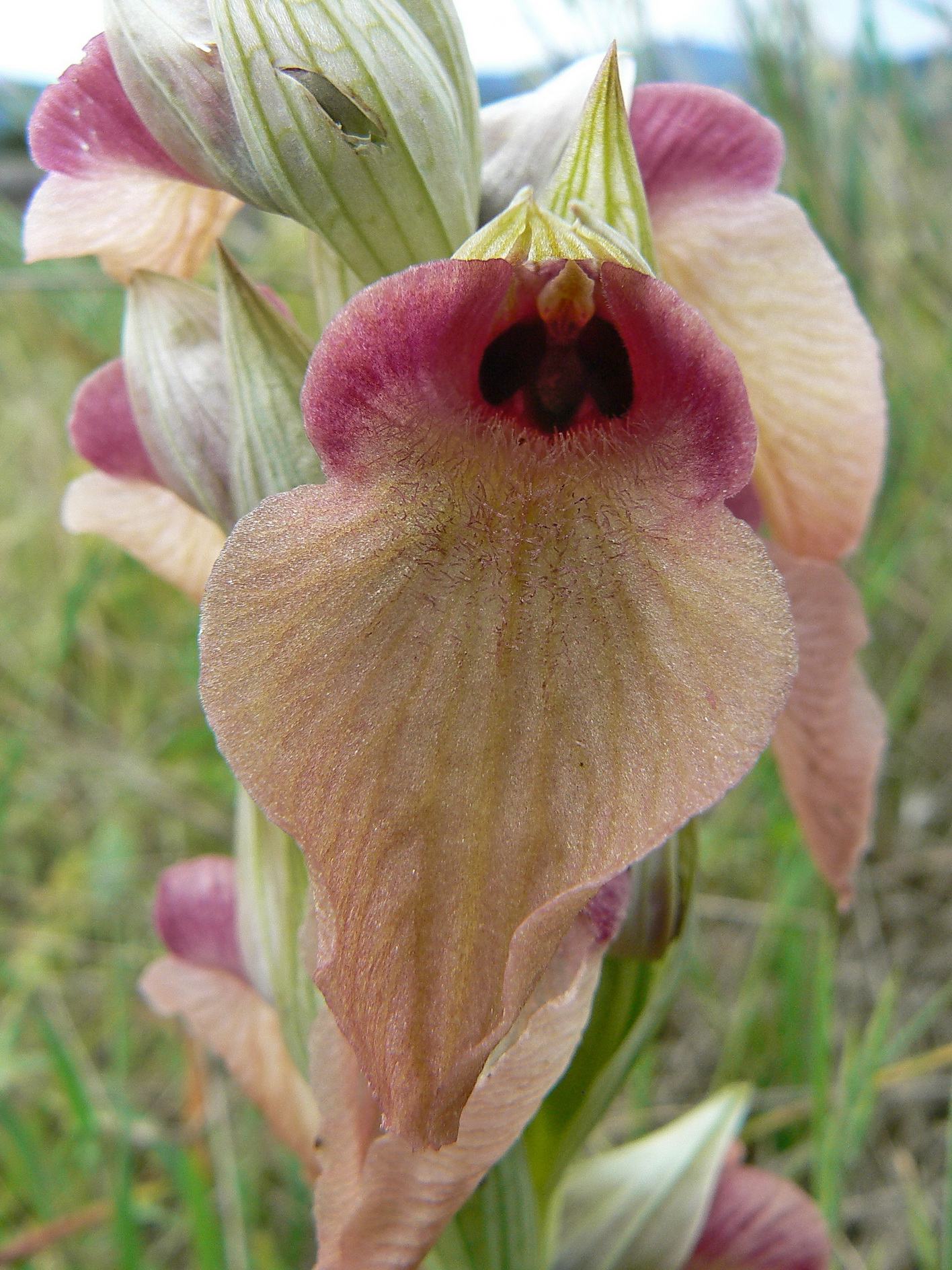
Serapias neglecta
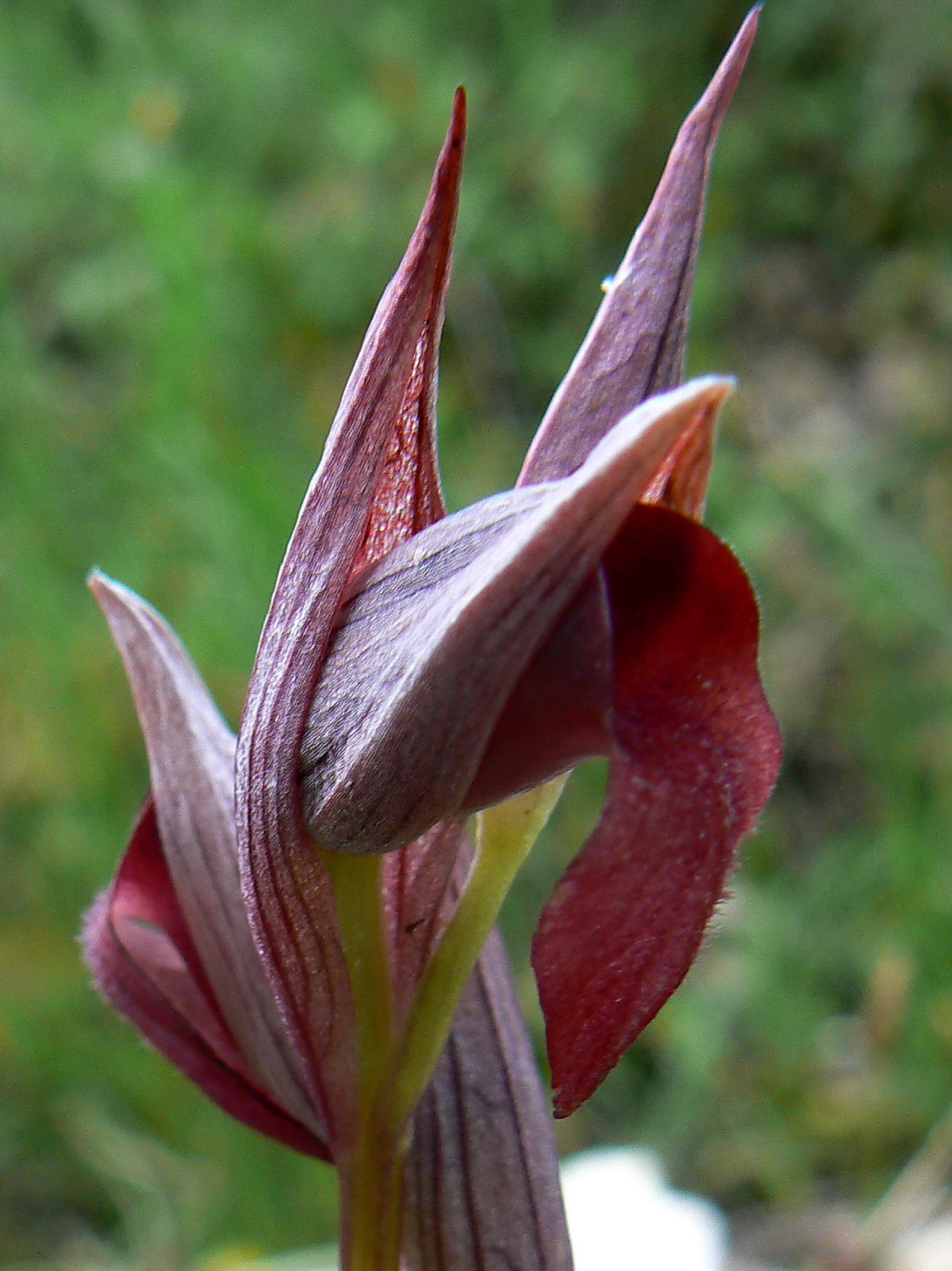
Serapias olbia
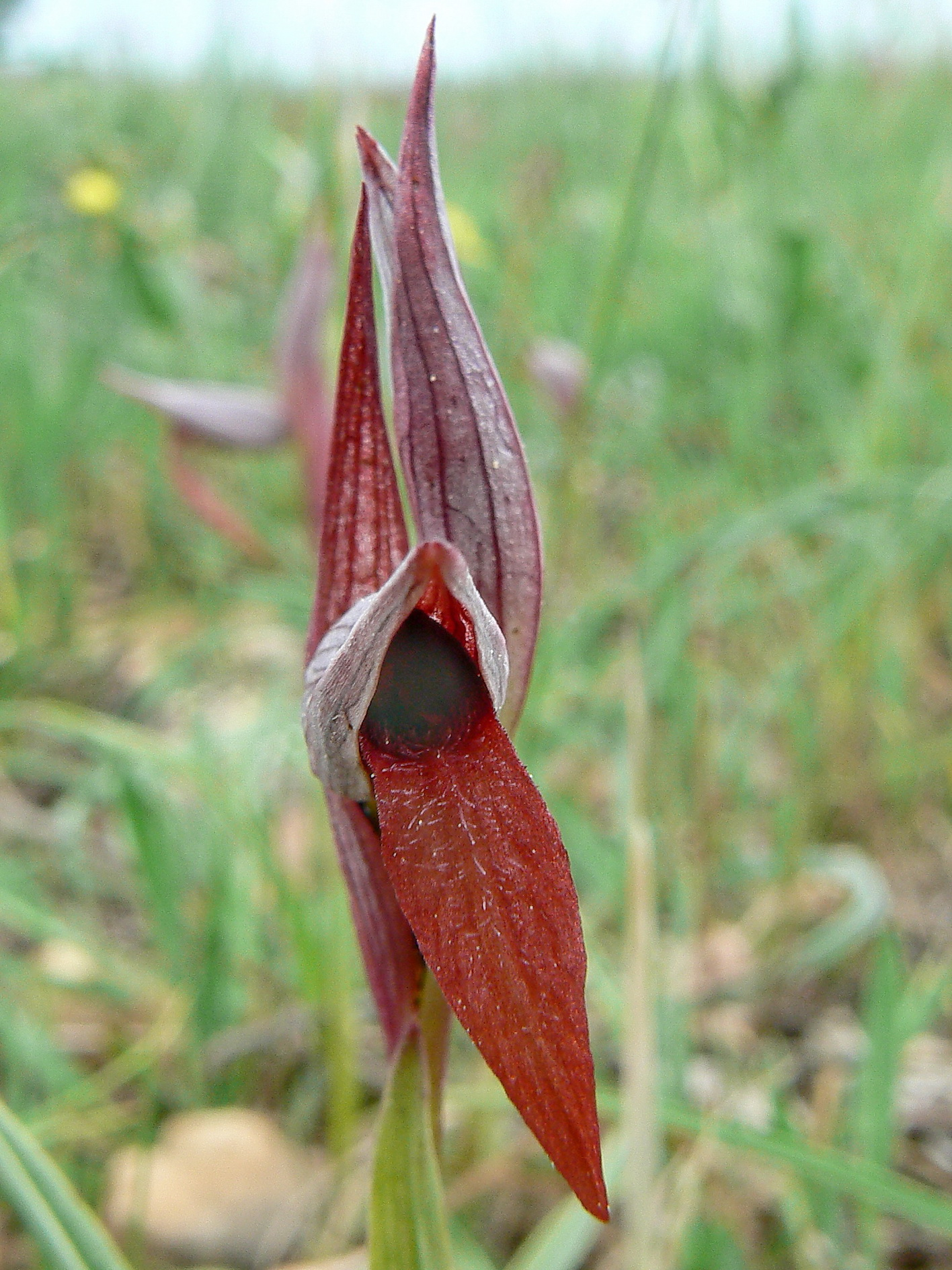
Serapias strictiflora